# TRT 1
TRT 1는 튀르키예의 텔레비전 채널이다.

## 같이 보기
- 튀르키예 라디오 텔레비전 공사